# Cantone di Bénévent-l'Abbaye
Il Cantone di Bénévent-l'Abbaye era una divisione amministrativa dell'arrondissement di Guéret.
A seguito della riforma approvata con decreto del 17 febbraio 2014, che ha avuto attuazione dopo le elezioni dipartimentali del 2015, è stato soppresso.

## Composizione
Comprendeva i comuni di:
- Arrènes
- Augères
- Aulon
- Azat-Châtenet
- Bénévent-l'Abbaye
- Ceyroux
- Châtelus-le-Marcheix
- Marsac
- Mourioux-Vieilleville
- Saint-Goussaud